# 앤 네이겔

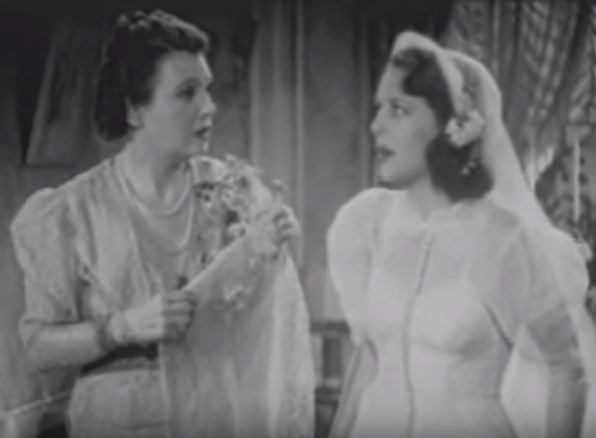

앤 네이겔(Anne Dolan, 1915년 9월 29일 ~ 1966년 7월 6일)은 미국의 배우, 텔레비전 배우, 영화배우이다.
보스턴에서 태어났으며 로스앤젤레스에서 사망하였다. 사인은 암이다.

## 영화
- 장갑차 강탈 (1950년)
- 홈커밍 (1948년) - 게스트 역
- 원 터치 오브 비너스 (1948년)
- 돈 윈슬로 오브 더 네이비 (1942년)
- 매드 몬스터 (1942년)
- 맨-메이드 몬스터 (1941년)
- 그린 호넷 2 (1941년)
- 그린 호넷 (1940년)
- 조지 화이트의 1935 스캔달 (1935년)
- 스탠드 업 앤 치어! (1934년)